# Дубенінки (гміна)
Гмі́на Дубені́нкі (пол. Gmina Dubeninki) — сільська гміна у північній Польщі. Належить до Ґолдапського повіту Вармінсько-Мазурського воєводства.
Станом на 31 грудня 2011 у гміні проживало 3114 осіб.

## Територія
Згідно з даними за 2007 рік площа гміни становила 205.18 км², у тому числі:
- орні землі: 49.00%
- ліси: 38.00%

Таким чином, площа гміни становить 26.58% площі повіту.

## Населення
Станом на 31 грудня 2011:
| Опис     | Загалом | Загалом | Чоловіки | Чоловіки | Жінки | Жінки |
| -------- | ------- | ------- | -------- | -------- | ----- | ----- |
| одиниця  | осіб    | %       | осіб     | %        | осіб  | %     |
| все      | 3114    | 100     | 1542     | 49.52    | 1572  | 50.48 |
| міське   | 0       | 100     | 0        |          | 0     |       |
| сільське | 3114    | 100     | 1542     | 49.52    | 1572  | 50.48 |

## Солтиства
1. Бендзишево
2. Бяле-Єзорки
3. Блонкали
4. Блендзишки
5. Будвеце
6. Цисувек
7. Чарне
8. Деґуце
9. Дубенинки
10. Кекскейми
11. Кепойце
12. Ленкупе
13. Линово
14. Мацейовента
15. Плюшкейми
16. Пшеросль-Голдапська
17. Рогайни
18. Скайзгіри
19. Станьчики
20. Жабояди
21. Житкейми

## Поселення
1. Мєшно
2. Бочки
3. Марково
4. Марліново
5. Блюдзе-Мале
6. Блюдзе-Вєльке
7. Лисоґура
8. Вобали
9. Барце
10. село Лоє
11. хутір Лоє
12. Пшеславки
13. Жердзини
14. Редики
15. Високі-Гарб
16. Кочолки
17. Тунішки
18. Завішин
19. Поблєндзе
20. Ракувєк
21. Крамнік

## Колишні населені пункти
1. Ґолубє

## Сусідні гміни
Гміна Дубенінкі межує з такими гмінами: Віжайни, Ґолдап, Пшеросль, Філіпув.